# NGC 2026
NGC 2026 – gromada otwarta znajdująca się w gwiazdozbiorze Byka. Odkrył ją William Herschel 5 grudnia 1784 roku. Jest położona w odległości ok. 4,6 tys. lat świetlnych od Słońca.